# Кападосия, Гильермо
Гилье́рмо Кападо́сия (исп. Guillermo Capadocia; 1909, Восточный Негрос Филиппины — 27 или 29 сентября 1951, Панай, Филиппины) — филиппинский политический и военный деятель.

## Биография
Сын бедного работника, сам работал поваром и официантом. Хотя он не мог позволить себе формального образования, Кападосия активно занимался самообразованием и изучал марксистскую литературу. Его активность в профсоюзном движении привела его в число руководителей революционного профессионального объединения «Союз пролетариев» (Katipunan ng mga Anak-Pawis sa Pilipinas), созданного в 1929 году. 
Один из основателей Коммунистической партии Филиппин, вошёл в состав её первого Центрального комитета. 1931—1937 годы провёл в тюрьмах и ссылках. В 1937—1941 годах был генеральным секретарём ЦК КПФ, встав во главе её во время объединительных процессов со своей легальной надстройкой, Социалистической партией.
Тогда же (в 1938—1941 годы) стал исполнительным секретарём крупнейшего профессионального центра страны «Коллективное рабочее движение».
Во время оккупации Филиппин принимал участие в Народной антияпонской армии, которую создал вместе с Педро Абадом Сантосом и Крисанто Эванхелистой. 25 января 1942 года эта тройка была арестована японскими оккупантами, и Кападосия был брошен в Форт-Сантьяго. Когда в июле 1945 года был сформирован «Конгресс рабочих организаций», Кападосия вошёл в его руководство (в 1945—1950 годы — вице-президент объединения). 
После поражения коммунистов (в составе Демократического альянса) на выборах компартия в 1948 году была запрещена и перешла к вооружённой борьбе, однако Кападосия поначалу продолжал легально действовать как лидер «Конгресса рабочих организаций». Впрочем, уже в 1950 году в связи с угрозой ареста он покинул столицу Манилу и стал командующим соединением Армии освобождения страны на Висайском архипелаге. Убит на острове Панай в бою с правительственными войсками, возглавляемыми Рафаэлем Илето.